# Brentwood Town FC
Brentwood Town FC, är en engelsk fotbollsklubb belägen i Brentwood. Klubben har mycket historia men var främst när legendaren Jimmie Greaves spelade i klubben. De har aldrig vunnit någon Pl-titel. Jimmie Greaves som var deras främste spelare gjorde hela 366 mål i Europa spel. Men det slogs 2017 av Cristiano Ronaldo.